# 于兹曼
于兹曼（法語：Uzemain，法語發音：[yzmɛ̃] ⓘ）是法国大東部大區孚日省的一个市镇，属于埃皮纳勒区。

## 地理
于兹曼（48°5'8"N, 6°20'42"E）面积27.3 平方千米，位于法国大東部大區孚日省，该省份为法国东北部内陆省份，北起默兹省和默尔特-摩泽尔省，西接上马恩省，南至上索恩省和贝尔福地区省，东临上莱茵省和下莱茵省。
与于兹曼接壤的市镇（或旧市镇、城区）包括：沙穆瓦洛格约、多马坦欧布瓦、日朗库尔、阿多勒、勒诺瓦、于里梅尼勒、克塞蒂尼。

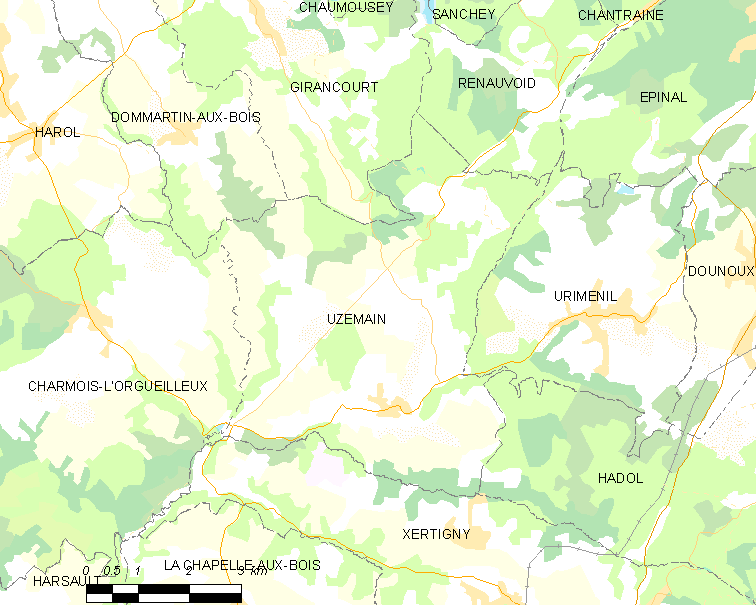
于兹曼的OSM定位图

于兹曼的时区为UTC+01:00、UTC+02:00（夏令时）。

## 行政
于兹曼的邮政编码为88220，INSEE市镇编码为88484。

## 政治
于兹曼所属的省级选区为勒瓦勒达若勒县。

## 人口

1962-2008年间于兹曼人口变化图示

于兹曼于2022年1月1日时的人口数量为1050人。